# Фудбалска репрезентација Ангвиле
Фудбалска репрезентација Ангвиле (енгл. Anguilla national football team) је фудбалски тим који представља Ангвила на међународним такмичењима под контролом Фудбалског савеза Ангвиле који се налази у оквиру Карипске фудбалске уније и КОНКАКАФ-а. Такође је члан ФИФА.
Заједно са репрезентацијама са Бахама, Тонге, Бутана, Еритреје, Сан Марина и Сомалије, они су доследно један од најниже рангираних тимова на свету на ФИФАиној ранг листи.
Од 12. августа 2021. године заузимају 210. место на ранг-листи ФИФАе, чиме се налазе на последњем месту од свих тимова. 

## Такмичарска достигнућа

### Светско првенство
| Година         | Светско првенство у фудбалу | Светско првенство у фудбалу | Светско првенство у фудбалу | Светско првенство у фудбалу | Светско првенство у фудбалу | Светско првенство у фудбалу | Светско првенство у фудбалу |                   | Квалификације за Светско првенство у фудбалу | Квалификације за Светско првенство у фудбалу | Квалификације за Светско првенство у фудбалу | Квалификације за Светско првенство у фудбалу | Квалификације за Светско првенство у фудбалу | Квалификације за Светско првенство у фудбалу | Квалификације за Светско првенство у фудбалу |
| Година         | Коло                        | Ута                         | П                           | Н                           | И                           | ГД                          | ГП                          | Поз.              | Ута                                          | П                                            | Н*                                           | И                                            | ГД                                           | ГП                                           |                                              |
| -------------- | --------------------------- | --------------------------- | --------------------------- | --------------------------- | --------------------------- | --------------------------- | --------------------------- | ----------------- | -------------------------------------------- | -------------------------------------------- | -------------------------------------------- | -------------------------------------------- | -------------------------------------------- | -------------------------------------------- | -------------------------------------------- |
| 1930. до 1998. | Није учествовала            | Није учествовала            | Није учествовала            | Није учествовала            | Није учествовала            | Није учествовала            | Није учествовала            | Није учествовалаr | Није учествовалаr                            | Није учествовалаr                            | Није учествовалаr                            | Није учествовалаr                            | Није учествовалаr                            | Није учествовалаr                            |                                              |
| 2002.          | Није се квалификовала       | Није се квалификовала       | Није се квалификовала       | Није се квалификовала       | Није се квалификовала       | Није се квалификовала       | Није се квалификовала       | Прво коло         | 2                                            | 0                                            | 0                                            | 2                                            | 2                                            | 5                                            |                                              |
| 2006.          | Није се квалификовала       | Није се квалификовала       | Није се квалификовала       | Није се квалификовала       | Није се квалификовала       | Није се квалификовала       | Није се квалификовала       | Прво коло         | 2                                            | 0                                            | 1                                            | 1                                            | 0                                            | 6                                            |                                              |
| 2010.          | Није се квалификовала       | Није се квалификовала       | Није се квалификовала       | Није се квалификовала       | Није се квалификовала       | Није се квалификовала       | Није се квалификовала       | Прво коло         | 2                                            | 0                                            | 0                                            | 2                                            | 0                                            | 16                                           |                                              |
| 2014.          | Није се квалификовала       | Није се квалификовала       | Није се квалификовала       | Није се квалификовала       | Није се квалификовала       | Није се квалификовала       | Није се квалификовала       | Прво коло         | 2                                            | 0                                            | 0                                            | 2                                            | 0                                            | 6                                            |                                              |
| 2018.          | Није се квалификовала       | Није се квалификовала       | Није се квалификовала       | Није се квалификовала       | Није се квалификовала       | Није се квалификовала       | Није се квалификовала       | Прво коло         | 2                                            | 0                                            | 0                                            | 2                                            | 0                                            | 8                                            |                                              |
| 2022.          | Није се квалификовала       | Није се квалификовала       | Није се квалификовала       | Није се квалификовала       | Није се квалификовала       | Није се квалификовала       | Није се квалификовала       | Прво коло (4.)    | 4                                            | 0                                            | 0                                            | 4                                            | 0                                            | 23                                           |                                              |
| 2026.          | colspan=7 Није још играно   | colspan=7 Није још играно   |                             |                             |                             |                             |                             |                   |                                              |                                              |                                              |                                              |                                              |                                              |                                              |
| Укупно         | 0/21                        | –                           | –                           | –                           | –                           | –                           | –                           | Укупно            | 14                                           | 0                                            | 1                                            | 13                                           | 2                                            | 64                                           |                                              |

*Нерешени резултати укључују и утакмице одлучене пеналима, ажурирано 5. јуна 2021. после утакмице са Панамом

## Резултати репрезентације
Ажурирано 8. август 2019.
| Противник                   | Играно | Победе | Нерешено | Изгуб. | ГД | ГП  | ГР   | % Поб |
| --------------------------- | ------ | ------ | -------- | ------ | -- | --- | ---- | ----- |
| Антигва и Барбуда           | 5      | 0      | 0        | 4      | 3  | 28  | −25  | 0%    |
| Бахами                      | 3      | 0      | 1        | 2      | 3  | 6   | −3   | 0%    |
| Барбадос                    | 2      | 0      | 0        | 2      | 1  | 8   | −7   | 0%    |
| Британска Девичанска Острва | 10     | 3      | 0        | 7      | 11 | 25  | −14  | 30%   |
| Кајманска Острва            | 1      | 0      | 0        | 1      | 1  | 4   | −3   | 0%    |
| Куба                        | 2      | 0      | 0        | 2      | 0  | 8   | -8   | 0%    |
| Доминика                    | 2      | 0      | 0        | 2      | 0  | 8   | −8   | 0%    |
| Доминиканска Република      | 5      | 0      | 1        | 4      | 0  | 22  | −22  | 0%    |
| Салвадор                    | 2      | 0      | 0        | 2      | 0  | 16  | −16  | 0%    |
| Француска Гвајана           | 2      | 0      | 0        | 2      | 1  | 9   | −8   | 0%    |
| Гренада                     | 1      | 0      | 0        | 1      | 1  | 14  | −13  | 0%    |
| Гваделуп                    | 1      | 0      | 0        | 1      | 0  | 9   | -9   | 0%    |
| Гватемала                   | 2      | 0      | 0        | 2      | 0  | 15  | -15  | 0%    |
| Гвајана                     | 2      | 0      | 0        | 2      | 0  | 21  | −21  | 0%    |
| Мартиник                    | 1      | 0      | 0        | 1      | 1  | 3   | −2   | 0%    |
| Монтсерат                   | 4      | 1      | 1        | 2      | 7  | 6   | +1   | 25%   |
| Никарагва                   | 3      | 0      | 0        | 3      | 0  | 14  | −14  | 0%    |
| Порторико                   | 4      | 0      | 0        | 4      | 3  | 13  | −10  | 0%    |
| Сен Бартелеми               | 1      | 1      | 0        | 0      | 2  | 1   | +1   | 100%  |
| Сент Китс и Невис           | 3      | 0      | 0        | 3      | 1  | 16  | −15  | 0%    |
| Света Луција                | 1      | 0      | 0        | 1      | 0  | 6   | −6   | 0%    |
| Свети Мартин Ф.             | 9      | 2      | 0        | 7      | 9  | 22  | −13  | 22.2% |
| Сент Винсент и Гренадини    | 3      | 0      | 0        | 3      | 1  | 9   | −8   | 0%    |
| Свети Мартин Х.             | 6      | 0      | 1        | 5      | 1  | 13  | −12  | 0%    |
| Тринидад и Тобаго           | 2      | 0      | 0        | 2      | 0  | 25  | -25  | 0%    |
| Америчка Девичанска Острва  | 3      | 1      | 1        | 1      | 1  | 3   | −2   | 50%   |
| Укупно                      | 80     | 8      | 5        | 67     | 47 | 324 | -278 | 9.2%  |